# Моркока
Морко́ка — река в Якутии (Россия), правый приток Мархи. Длина — 841 км. Площадь бассейна — 32 400 км².

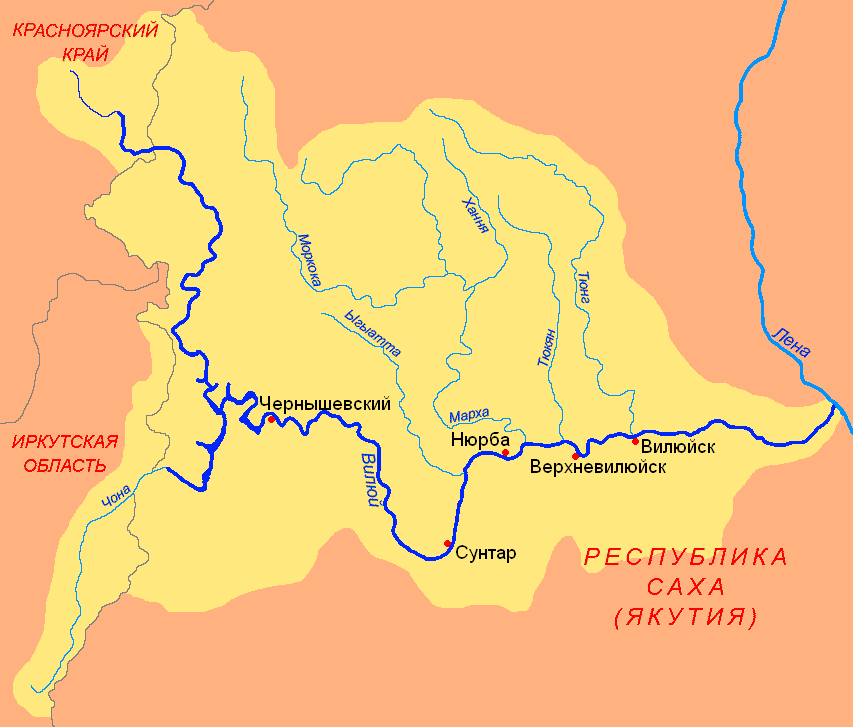
Бассейн реки Вилюй

Берёт начало из озера Байыттах на высоте 627 метров над уровнем моря. Высота устья около 148 метров над уровнем моря.
Протекает в малозаселённой гористой местности Среднесибирского плоскогорья, прорезая выходы траппов и силурийские отложения (главным образом песчаники и глинистые сланцы). Много каменистых перекатов. Питание снеговое и дождевое. Замерзает в начале октября, вскрывается в мае. Высокие интенсивные летние паводки. Несудоходна.

## Основные притоки
- 142 км: река Моркока-Мархарата
- 464 км: река Тангхай

| Средний расход воды (м³/с) реки Моркоки по месяцам с 1973 по 1994 гг. (замеры производились на гидрологическом посту в 380 км от устья) |